# Jeannette D. Ahonsou
Jeannette Délali Ahonsou (sinh năm 1954 tại Lavie) là một tiểu thuyết gia người Togo. Bà có bằng tiếng Anh của Đại học Bénin (Đại học Lomé hiện tại) và là một giảng viên tiếng Anh đã nghỉ hưu.